# Podgorica pri Šmarju
Podgorica pri Šmarju este o localitate din comuna Grosuplje, Slovenia, cu o populație de 86 de locuitori.